# Quốc hội Litva
Quốc hội Cộng hòa Litva (tiếng Litva: Lietuvos Respublikos Seimas), thường được gọi trong tiếng Litva là Seimas (/ˈseɪməs/ SAY-məs; tiếng Litva: [ˈsɛɪˑmɐs]), là cơ quan lập pháp đơn viện của Litva. Quốc hội làm luật và sửa đổi Hiến pháp, quyết định ngân sách nhà nước, phê chuẩn thủ tướng, Chính phủ và giám sát hoạt động của Chính phủ.
Quốc hội gồm 141 nghị sĩ, trong đó 71 nghị sĩ được bầu từ các khu vực bầu cử, 70 nghị sĩ được bầu từ các liên danh mở theo hệ thống đại diện tỷ lệ. Nhiệm kỳ của mỗi khóa Quốc hội là bốn năm.  Một đảng phải nhận được ít nhất 5% số phiếu bầu và một liên minh đa đảng phải nhận được ít nhất 7% số phiếu bầu trên cả nước để được phân bổ ghế đại diện tỷ lệ.
Sau cuộc bầu cử Quốc hội năm 2024, Đảng Dân chủ Xã hội Litva là đảng lớn nhất trong Quốc hội, lãnh đạo một chính phủ liên hiệp với Liên minh Dân chủ "Vì Litva" và Bình minh của Nemunas.
Quốc hội bắt nguồn từ Seimas của Đại công quốc Litva và Sejm của Liên bang Ba Lan và Lietuva, cũng như Quốc hội Litva trong thời kỳ giữa hai cuộc chiến tranh thế giới. Quốc hội đầu tiên sau khi Litva giành lại độc lập được triệu tập vào năm 1992.

### Nguồn gốc

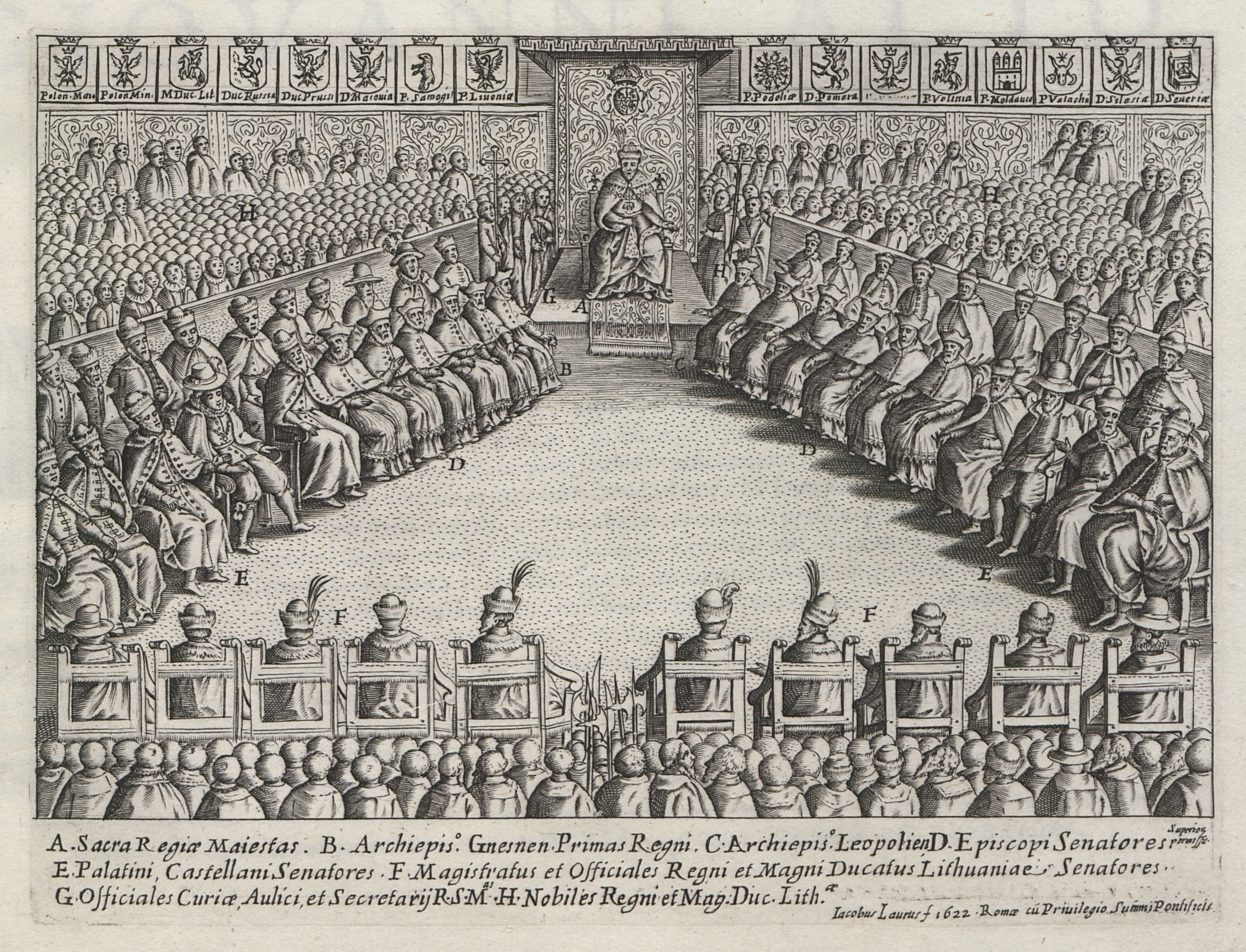
Phiên họp Sejm tại Lâu đài Hoàng gia, Warszawa, năm 1622

## Lịch sử

### Giữa hai chiến tranh thế giới

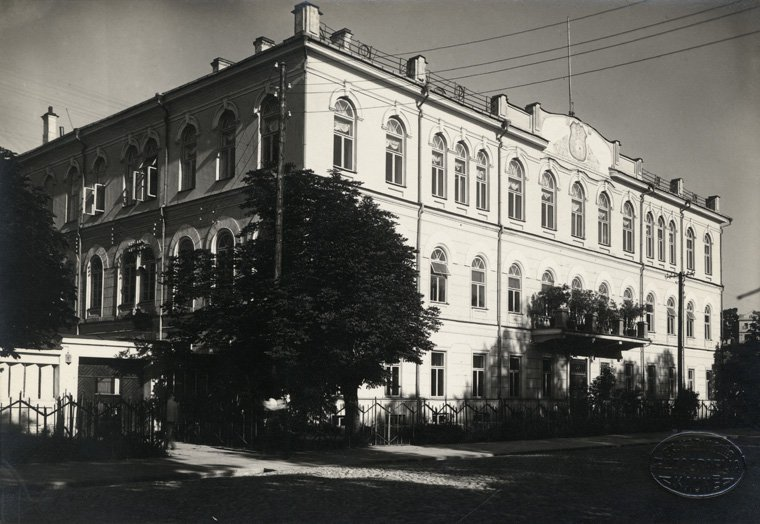
Trụ sở Quốc hội lập hiến Litva tại Kaunas (giai đoạn giữa hai cuộc chiến tranh)

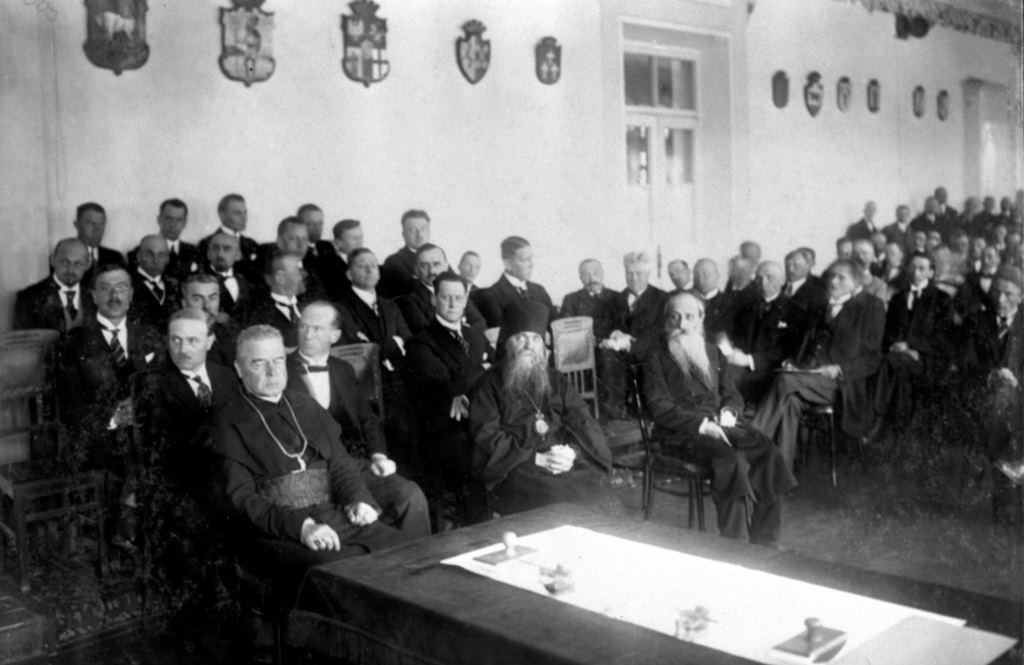
Quốc hội khóa II vào năm 1923

Ngày 14–15 tháng 4 năm 1920, Litva tiến hành bầu cử Quốc hội lập hiến, là cơ quan dân chủ đầu tiên của Litva sau khi Litva tuyên bố độc lập vào ngày 16 tháng 2 năm 1918. Tỷ lệ cử tri đi bỏ phiếu đạt khoảng 90%.

### Từ năm 1990

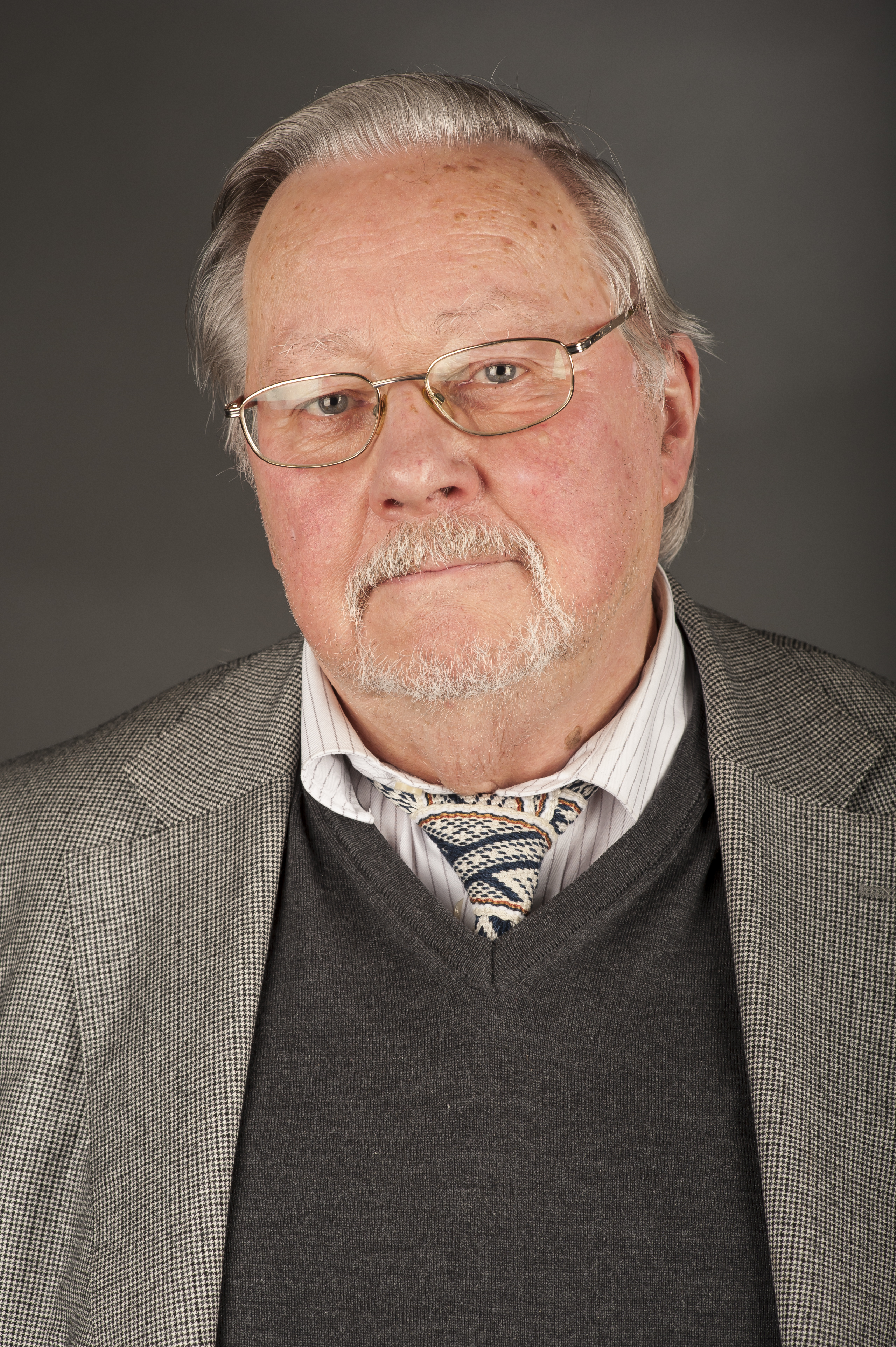
Vytautas Landsbergis là chủ tịch Hội đồng Tối cao Litva

Ngày 11 tháng 3 năm 1990, Hội đồng Tối cao Cộng hòa Xã hội chủ nghĩa Xô viết Litva tuyên bố độc lập khỏi Liên Xô và đổi tên thành Hội đồng Tối cao Cộng hòa Litva. Hội đồng Tối cao thông qua hiến pháp lâm thời và bắt đầu soạn thảo Hiến pháp Litva. Dự thảo Hiến pháp được thông qua trong cuộc trưng cầu ý dân vào ngày 25 tháng 10 năm 1992.

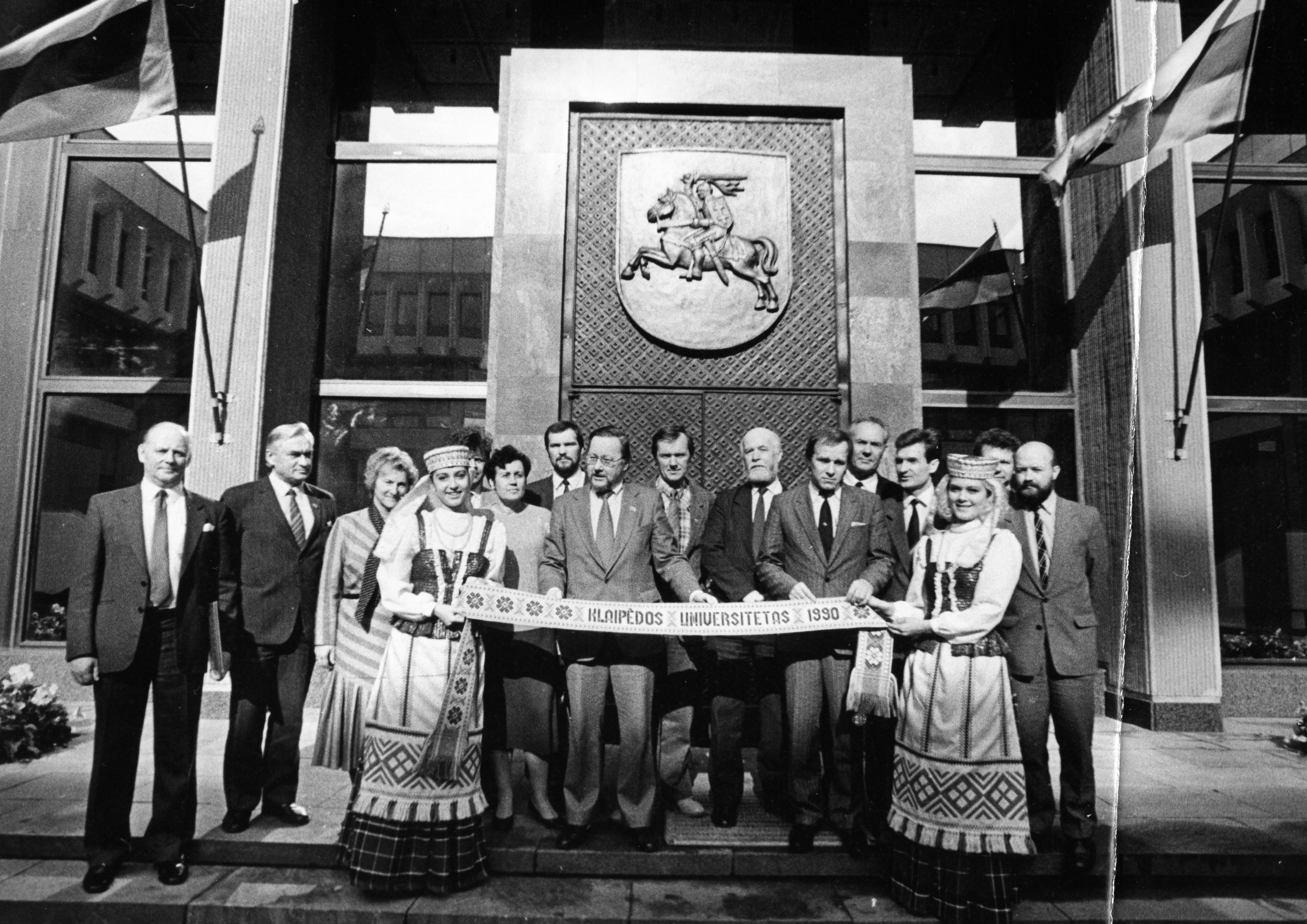
Vytautas Landsbergis trước cửa chính của Cung điện Quốc hội với quốc huy mới của Litva ở trên, năm 1990.

Cuộc bầu cử Quốc hội đầu tiên trong thời kỳ khôi phục độc lập được tổ chức vào ngày 25 tháng 10 năm 1992. Đảng Lao động Dân chủ Litva (kế thừa Đảng Cộng sản Litva) thắng cử với 73 trong số 141 ghế trong Quốc hội khóa VI. Algirdas Brazauskas được bầu làm chủ tịch Quốc hội đầu tiên vào ngày 25 tháng 11 năm 1992 và trở thành quyền tổng thống vào cùng ngày. Česlovas Juršėnas sau đó kế nhiệm làm chủ tịch Quốc hội. Trong nhiệm kỳ của Quốc hội khóa VI, Litva trải qua suy thoái kinh tế và bê bối tài chính, bao gồm một vụ việc liên quan đến cựu thủ tướng Adolfas Šleževičius.
Trong cuộc bầu cử Quốc hội khóa VII vào ngày 20 tháng 10 năm 1996, Liên minh Tổ quốc – Đảng Bảo thủ Litva thắng cử với 70 ghế và thành lập chính phủ liên hiệp với Đảng Dân chủ Kitô giáo Litva. Quốc hội khóa VII lại đối mặt với khủng hoảng kinh tế do cuộc khủng hoảng tài chính Nga năm 1998. Ngoài ra, một số hoạt động tư nhân hóa nổi bật được thực hiện, ví dụ như việc tư nhân hóa nhà máy lọc dầu Mazeikiu Nafta.
Trong cuộc bầu cử Quốc hội khóa VIII vào ngày 8 tháng 10 năm 2000, Liên minh Tự do Litva thắng cử với 33 ghế, trở thành đảng lớn nhất trong Quốc hội. Liên minh Tự do thành lập chính phủ liên hiệp với Liên minh Mới (Đảng Tự do Xã hội), Liên minh Trung tâm Litva và Đảng Dân chủ Kitô giáo Hiện đại. Artūras Paulauskas, lãnh đạo Liên minh Mới, được bầu làm chủ tịch Quốc hội. Chưa đầy một năm sau, Algirdas Brazauskas của Đảng Dân chủ Xã hội trở thành thủ tướng. Nhiệm kỳ Quốc hội khóa VIII chứng kiến việc Litva gia nhập NATO và Liên minh châu Âu, hai mục tiêu đối ngoại chiến lược của Litva. Năm 2004, Paulauskas giữ quyền tổng thống trong hai tháng sau khi Tổng thống Rolandas Paksas bị bãi nhiệm.
Sau cuộc bầu cử Quốc hội năm 2004, Đảng Dân chủ Xã hội giành được 20 ghế, là đảng lớn thứ ba trong Quốc hội khóa IX sau Đảng Lao động với 39 ghế và Liên minh Tổ quốc (Đảng Bảo thủ Litva) với 25 ghế. Đảng Dân chủ Xã hội vẫn nắm chính quyền nhờ liên minh với Liên minh Mới (Đảng Tự do Xã hội) (11 ghế), Đảng Lao động và một số đảng khác, là lần đầu tiên một chính phủ được tái cử nhiệm kỳ thứ hai kể từ khi Litva khôi phục độc lập. Paulauskas được tái cử làm chủ tịch Quốc hội. Năm 2006, Viktoras Muntianas kế nhiệm làm chủ tịch Quốc hội và Đảng Lao động rời khỏi chính phủ liên hiệp khi lãnh đạo đảng bị cách chức Bộ trưởng Kinh tế. Đảng Dân chủ Xã hội thành lập một chính phủ thiểu số mới với Đảng Dân chủ Công dân, Đảng Nông dân và Nhân dân và Liên minh Tự do và Trung dung. Liên minh Mới (Đảng Tự do Xã hội) gia nhập lại chính phủ liên hiệp vào năm 2008 và Česlovas Juršėnas lại được bầu làm chủ tịch Quốc hội.
Trong cuộc bầu cử Quốc hội khóa X vào năm 2008, Liên minh Tổ quốc trở thành đảng lớn nhất với 45 ghế. Liên minh Tổ quốc thành lập chính phủ liên hiệp với Đảng Phục sinh Quốc gia (16 ghế), Phong trào Tự do (11 ghế) và Liên minh Tự do và Trung tâm (8 ghế). Arūnas Valinskas của Đảng Phục sinh Quốc gia được bầu làm chủ tịch Quốc hội. Ngày 17 tháng 9 năm 2009, Irena Degutienė của Liên minh Tổ quốc kế nhiệm Valinskas làm nữ chủ tịch Quốc hội đầu tiên. Nhiệm kỳ của Quốc hội khóa X chứng kiến một cuộc khủng hoảng kinh tế nghiêm trọng và sự vỡ bong bóng nhà đất, buộc Quốc hội và Chính phủ phải tiến hành cải cách thuế rộng rãi và chính sách thắt lưng buộc bụng nghiêm ngặt, gây ra sự phản đối trong dư luận.
Do sự bất mãn lan rộng rãi trong dư luận, liên minh cầm quyền thất cử trong cuộc bầu cử Quốc hội năm 2012. Đảng Dân chủ Xã hội trở thành đảng lớn nhất trong Quốc hội khóa XI với 38 ghế và thành lập chính phủ liên hiệp với Đảng Lao động (19 ghế), Đảng Trật tự và Công lý (11 ghế) và Đảng Hành động Bầu cử của Người Ba Lan tại Litva (8 ghế). Đảng Hành động bầu cử của người Ba Lan ở Litva rút khỏi chính phủ liên hiệp vào năm 2014.
Trong cuộc bầu cử Quốc hội năm 2016, Liên minh Nông dân và Xanh Litva giành chiến thắng vang dội với 54 ghế. Đảng Dân chủ Xã hội chỉ giữ được 17 ghế, nhưng tiếp tục tham gia chính phủ liên hiệp với Liên minh Nông dân và Xanh. Năm 2019, hai đảng Hành động bầu cử của người Ba Lan tại Litva và Trật tự và Công lý tham gia chính phủ liên hiệp, nhưng Trật tự và Công lý bị trục xuất khỏi chính phủ trong cùng năm.
Trong cuộc bầu cử Quốc hội khóa XIII vào năm 2020, Liên minh Nông dân và Xanh cầm quyền chỉ giành được 32 ghế, trong khi Liên minh Tổ quốc thắng cử với 50 ghế và thành lập chính phủ liên hiệp với Phong trào Tự do (13 ghế) và Đảng Tự do (11 ghế).
Trong cuộc bầu cử Quốc hội năm 2024, Liên minh Tổ quốc cầm quyền thất cử với 28 ghế, trong khi. Đảng Dân chủ Xã hội Litva thắng cử với 52 ghế. Đảng Dân chủ Xã hội thành lập chính phủ liên hiệp với hai đảng mới: Liên minh Dân chủ "Vì Litva" (14 ghế) và Bình minh của Nemunas (20 ghế). Việc đảng Bình minh của Nemunas tham gia chính phủ gây ra sự phản đối trong nước và quốc tế do những phát ngôn bài Do Thái của người sáng lập đảng.

## Tổng quan
Quốc hội là cơ quan lập pháp của Litva. Nhiệm vụ và quyền hạn của Quốc hội do Hiến pháp, pháp luật Litva quy đinh.
Quốc hội có nhiệm vụ làm luật, sửa đổi Hiến pháp, phê duyệt ngân sách nhà nước do Chính phủ đề xuất, giám sát việc thực hiện ngân sách nhà nước, quyết định các thứ thuế nhà nước và phê chuẩn điều ước quốc tế.
Quốc hội quyết định theo đa số. Trong một số trường hợp, Quốc hội tiến hành bỏ phiếu kín, ví dụ như khi bỏ phiếu bất tín nhiệm. Luật hiến pháp phải được ít nhất quá nửa số nghị sĩ tán thành và sửa đổi luật hiến pháp phải được ít nhất ba phần năm số nghị sĩ tán thành. Danh sách luật hiến pháp phải được ít nhất ba phần năm số nghị sĩ tán thành. Sửa đổi hiến pháp phải được thông qua trong hai cuộc biểu quyết cách nhau ít nhất ba tháng với ít nhất hai phần ba số nghị sĩ tán thành. Việc thay đổi biên giới của Litva phải được ít nhất bốn phần năm số nghị sĩ tán thành.
Quốc hội phê chuẩn đề cử thủ tướng của tổng thống và thành phần, chương trình nghị sự của Chính phủ. Chính phủ chịu trách nhiệm trước Quốc hội. Nếu Quốc hội bỏ phiếu bất tín nhiệm đối với thủ tướng hoặc Chính phủ thì Chính phủ phải từ chức:228 và thủ tướng có thể yêu cầu tổng thống giải tán Quốc hội sớm.
Nghị sĩ Quốc hội được hưởng quyền miễn trừ và không bị bắt, giam giữ nếu không có sự đồng ý của Quốc hội.
Quốc hội bầu, bãi nhiệm thẩm phán Tòa án Hiến pháp, Tòa án Tối cao và Tòa án Phúc thẩm theo đề nghị của tổng thống. Quốc hội có vai trò tham mưu bổ nhiệm thẩm phán nói chung và ràng buộc tổng thống một mức độ nhất định trong việc bổ nhiệm, thăng chức, miễn nhiệm những thẩm phán khác.:261–262
Quốc hội có quyền thành lập, bãi bỏ bộ của Chính phủ, quy định giải thưởng nhà nước, ban bố thiết quân luật, tình trạng khẩn cấp, quyết định tổng động viên và trực tiếp quản lý quận, huyện.

## Bầu cử

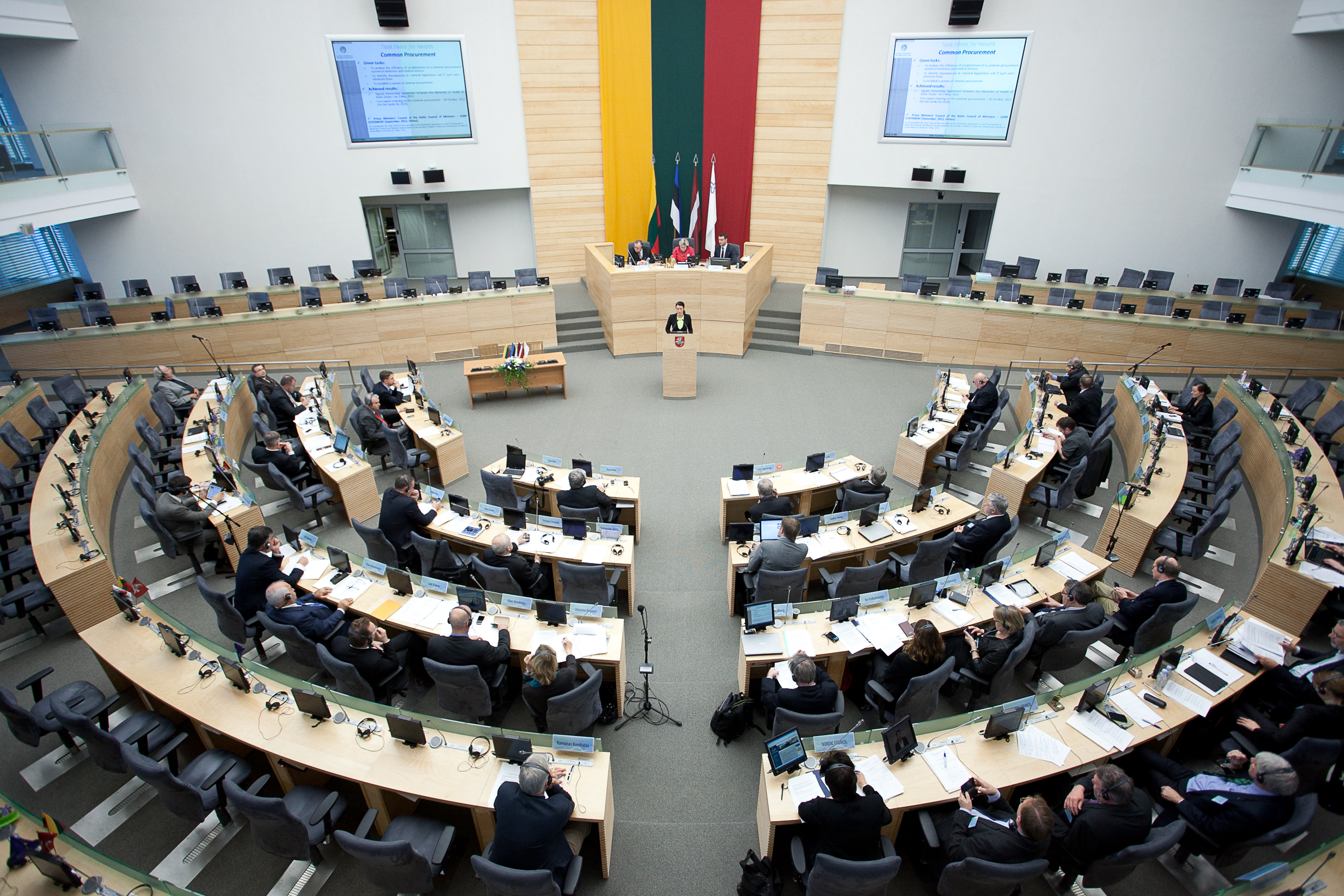
Hội trường Quốc hội

### Quy trình
Quốc hội gồm 141 nghị sĩ được bầu theo hình thức đầu phiếu song song, với 71 nghị sĩ được từ các đơn vị bầu cử một ghế và 70 nghị sĩ được bầu theo hình thức đại diện tỷ lệ. Nhiệm kỳ của mỗi khóa Quốc hội là bốn năm. Bầu cử Quốc hội thông thường được tổ chức vào Chủ Nhật thứ hai của tháng 10. Công dân Litva đủ 18 tuổi trở lên có quyền bầu cử.
71 nghị sĩ Quốc hội tại các đơn vị bầu cử một ghế được bầu theo hệ thống bầu cử hai vòng, với vòng hai được tổ chức chậm nhất là 15 ngày nếu cần thiết. 70 ghế còn lại được phân bổ cho các đảng tham gia bầu cử Quốc hội bằng phương pháp số dư lớn nhất. Một đảng thường phải nhận được ít nhất 5% số phiếu bầu (7% đối với liên minh đa đảng) để đủ điều kiện giành một ghế. Các ứng cử viên được bầu vào ghế được phân bổ cho đảng của họ dựa trên danh sách thứ tự được đệ trình trước cuộc bầu cử và phiếu bầu của cử tri.

## Thành phần các khóa Quốc hội
|  | Đảng Lao động Dân chủ Litva | Đảng Dân chủ Xã hội Litva | LRP | NS | Đảng Dân chủ Mới | DSVL | Đảng Lao động | Đảng Tự do | Liên minh Nông dân và Xanh Litva | Đảng Nông dân Litva | DK | Others | Chính khách độc lập | Khuyết | Sąjūdis | LPKTS | Liên minh Tự do Litva | LiCS | LCS | Phong trào Tự do | Đảng Phục hưng Quốc gia | TS–LKD | Đảng Dân chủ Kitô giáo Litva | MKD | Liên minh Nga Litva | LLRA–KŠS | TT | Liên minh Dân tộc và Cộng hòa Litva | Bình minh của Nemunas |

| 73 | 8 | 2 | 1 | 30 | 4 | 2 | 14 | 4 | 3 |

| 12 | 12 | 1 | 1 | 4 | 4 | 4 | 1 | 1 | 13 | 70 | 16 | 1 | 1 |

| 26 | 19 | 28 | 3 | 4 | 4 | 3 | 1 | 33 | 2 | 8 | 2 | 3 | 3 | 2 |

| 20 | 11 | 39 | 10 | 6 | 18 | 25 | 2 | 10 |

| 25 | 1 | 10 | 3 | 4 | 8 | 11 | 16 | 45 | 3 | 15 |

| 38 | 29 | 1 | 7 | 3 | 1 | 10 | 33 | 8 | 11 |

| 17 | 2 | 54 | 3 | 4 | 14 | 31 | 8 | 8 |

| 13 | 3 | 10 | 11 | 32 | 2 | 4 | 13 | 50 | 3 |

| 52 | 14 | 8 | 2 | 2 | 12 | 28 | 3 | 20 |

## Chủ tịch

Saulius Skvernelis là chủ tịch Quốc hội đương nhiệm.

Chủ tịch Quốc hội hoặc Phó Chủ tịch Quốc hội chủ trì các phiên họp của Quốc hội. Nghị sĩ Quốc hội lớn tuổi nhất khai mạc kỳ họp đầu tiên của Quốc hội khóa mới.
Chủ tịch Quốc hội thay mặt Quốc hội và chỉ đạo công việc của Quốc hội. Chủ tịch Quốc hội trình luật được Quốc hội thông qua lên Tổng thống và có thể quyền công bố luật trong trường hợp tổng thống không ký hoặc đề nghị Quốc hội xem xét lại đúng thời hạn.
Chủ tịch Quốc hội giữ quyền tổng thống hoặc thay thế tổng thống thực hiện nhiệm vụ trong trường hợp tổng thống ở nước ngoài hoặc không làm việc được, nhưng không được sử dụng toàn quyền của tổng thống.
Chủ tịch Quốc hội và các Phó Chủ tịch Quốc hội chịu trách nhiệm trước Quốc hội và trả lời chất vấn của các nghị sĩ Quốc hội. Quy chế Quốc hội quy định chủ tịch Quốc hội và các Phó Chủ tịch Quốc hội đình chỉ tư cách đảng tịch của họ sau khi được bầu vào chức vụ.

## Hoạt động
Hoạt động của Quốc hội do Hiến pháp Litva và Quy chế Quốc hội quy định.

### Trình tự lập pháp
Nghị sĩ Quốc hội, tổng thống và Chính phủ có quyền trình dự luật trước Quốc hội. Công dân Litva cũng có quyền đề xuất luật trước Quốc hội nếu được ít nhất 50.000 cử tri ủng hộ. Quy chế Quốc hội quy định trình tự lập pháp đối với dự luật.
Dự thảo luật và kiến nghị sửa đổi, bổ sung dự thảo luật phải được đệ trình lên Ban thư ký Kỳ họp Quốc hội. Bộ phận pháp chế của Quốc hội xem xét dự thảo luật nhằm đảm bảo dự thảo luật phù hợp với pháp luật hiện hành và tuân thủ kỹ thuật lập pháp.
Sau khi dự thảo luật được trình trước Quốc hội, Quốc hội tiến hành biểu quyết để bắt đầu thủ tục xem xét, hoãn lại hoặc bác bỏ dự thảo luật. Nếu Quốc hội quyết định tiến hành xem xét dự thảo luật thì Quốc hội chỉ định một ủy ban chính và những ủy ban khác để thẩm tra dự thảo luật.
Ủy ban của Quốc hội phân tích dự thảo luật, lấy ý kiến của các tổ chức, cơ quan nhà nước có liên quan và tham khảo ý kiến của các chuyên gia. Trong giai đoạn thẩm tra dự thảo luật, những người quan tâm có thể góp ý kiến về dự thảo luật.
Quốc hội xét báo cáo của ủy ban chính và những ủy ban khác và tiến hành thảo luận về dự thảo luật. Người nào có quyền trình dự luật trước Quốc hội có quyền đề xuất tiến hành biểu quyết về sửa đổi dự thảo luật. Sau khi kết thúc thảo luận, Quốc hội tiến hành biểu quyết về việc thông qua dự thảo luật.
Luật được Quốc hội thông qua được trình lên tổng thống công bố. Tổng thống có quyền yêu cầu Quốc hội xem xét lại dự luật. Quốc hội không bắt buộc phải đồng ý với đề xuất của tổng thống và có thể thông qua lại luật nếu ít nhất quá nửa số nghị sĩ biểu quyết tán thành. Trong trường tổng thống không công bố luật sau khi Quốc hội thông qua lại hoặc không công bố cũng không đề nghị Quốc hội xem xét lại thì chủ tịch Quốc hội có quyền công bố luật. Luật có hiệu lực sau khi được đăng trên công báo.

### Phiên họp toàn thể
Quốc hội mỗi năm họp hai kỳ: kỳ họp mùa xuân (10 tháng 3 – 30 tháng 6) và kỳ họp mùa thu (10 tháng 9 – 23 tháng 12). Trong trường hợp ít nhất một phần ba tổng số nghị sĩ Quốc hội hoặc tổng thống yêu cầu thì chủ tịch Quốc hội triệu tập kỳ họp bất thường của Quốc hội.
Tại kỳ họp, Quốc hội mỗi tuần họp bốn phiên họp toàn thể: hai phiên vào thứ Ba và hai phiên vào thứ Năm, do Chủ tịch Quốc hội hoặc Phó Chủ tịch Quốc hội chủ trì. Quốc hội họp công khai, các phiên họp công khai được phát sóng trên truyền hình cáp và Internet.

### Đoàn Chủ tịch Quốc hội
Đoàn Chủ tịch Quốc hội gồm Chủ tịch Quốc hội, các Phó Chủ tịch Quốc hội và lãnh đạo phe đối lập. Chủ tịch và Phó Chủ tịch Quốc hội do Quốc hội bầu trong số nghị sĩ Quốc hội.

### Ủy ban
Ủy ban của Quốc hội có nhiệm vụ thẩm tra dự luật và xem xét những vấn đề khác thuộc lĩnh vực của ủy ban. Ủy viên ủy ban của Quốc hội do Quốc hội bầu trong số nghị sĩ Quốc hội.
Các ủy ban của Quốc hội được thành lập tại kỳ họp đầu tiên của Quốc hội khóa mới. Mỗi ủy ban gồm từ 7 đến 17 ủy viên, ngoại trừ Ủy ban về các vấn đề châu Âu gồm ít nhất 15 ủy viên. Ủy viên được lựa chọn theo tỷ lệ đại diện của các nhóm trong Quốc hội. Mỗi ủy ban bầu ra chủ nhiệm và phó chủ nhiệm với sự phê duyệt của Quốc hội.
| Ủy ban của Quốc hội            | Ủy ban của Quốc hội                           |
| ------------------------------ | --------------------------------------------- |
| Kiểm toán                      | Ngân sách và Tài chính                        |
| Văn hóa                        | Kinh tế                                       |
| Giáo dục và Khoa học           | Bảo vệ môi trường                             |
| Các vấn đề châu Âu             | Đối ngoại                                     |
| Tương lai                      | Y tế                                          |
| Nhân quyền                     | Pháp luật                                     |
| An ninh quốc gia và Quốc phòng | Nông thôn                                     |
| Xã hội và Lao động             | Hành chính nhà nước và Chính quyền địa phương |

## Trụ sở
Cung Quốc hội (tiếng Litva: Seimo Rūmai) là trụ sở của Quốc hội. Cung Quốc hội gồm ba tòa nhà ở trung tâm Vilnius, cuối đại lộ Gediminas. Tòa nhà chính nguyên là trụ sở của Xô viết Tối cao Cộng hòa Xã hội chủ nghĩa Xô viết Litva, do anh em kiến trúc sư Algimantas Nasvytis và Vytautas Nasvytis thiết kế. Tòa nhà được khởi công trên địa điểm của một sân vận động cũ vào năm 1976 và hoàn thành vào năm 1980. Ngày 11 tháng 3 năm 1990, Đạo luật Tái thiết lập Nhà nước Litva được công bố tại hội trường chính của tòa nhà. Hội trường được gọi là Hội trường Đạo luật ngày 11 tháng 3 và là nơi diễn ra các phiên họp Quốc hội cho đến năm 2007. Hiện tại, hội trường được sử dụng cho các dịp đặc biệt.